# Palaiochóri (ort i Grekland, Östra Makedonien och Thrakien)
Palaiochóri (Palaiochori) är en ort i Grekland.   Den ligger i prefekturen Nomós Kaválas och regionen Östra Makedonien och Thrakien, i den nordöstra delen av landet, 300 km norr om huvudstaden Aten. Palaiochóri ligger 213 meter över havet och antalet invånare är 1 404.
Terrängen runt Palaiochóri är varierad. Runt Palaiochóri är det ganska glesbefolkat, med 47 invånare per kvadratkilometer. Närmaste större samhälle är Kavála, 19,2 km öster om Palaiochóri. I omgivningarna runt Palaiochóri växer i huvudsak blandskog.